# Klaus Schütz (Pädagoge)
Klaus Schütz (* 1950 in Berlin) ist ein deutscher Sportpädagoge und Sachbuchautor aus Herford.

## Leben
Klaus Schütz studierte an der Fakultät für Pädagogik, Philosophie und Psychologie der Universität Bielefeld. 1981 wurde er dort mit der Dissertation Mobilmachung für das Überleben. Als Aufgabe von Friedensforschung, Friedenspädagogik, Friedensbewegung zum Doktor der Philosophie promoviert. In der Zeit von 1978 bis 1984  forschte und unterrichtete er als Dozent für Friedenspädagogik. Mitte der 1980er Jahre erwarb er seine Radrennsport-A-Lizenz, war ein aktiver Leistungssportler und fand seine Profession in der Leichtathletik, vor allem als Bahnradsporttrainer. Unter seinen Schützlingen befinden sich u. a. die Deutschen Meister sowie Vize-Weltmeister Uwe Buchtmann und Michael Kötter sowie Gerhard Mandalka und Kai Ockendorf, die im Sprint, Tandem, Keirin, 1000-m-Zeitfahren und in der Mannschaftsverfolgung mehrere Medaillen bei nationalen und internationalen Meisterschaften gewannen. Er wirkte an verschiedenen Schulformen, zuletzt an einem Gymnasium in Bünde (Kreis Herford) sowie ehrenamtlich im Vorstand der Basketball-Gemeinschaft Herford.
Klaus Schütz veröffentlichte 1981 seine Doktorarbeit in Waldkirch als Monografie. 1984 gab er das Sachbuch des niederländischen Autors Henk Zenk über Radsport heraus und im Jahr 2012 folgte der Jugendroman Von ganz unten. Er zeichnete die Autobiografie des Basketballtrainers Patrick Elzie auf und veröffentlichte sie im Dezember 2016 in Norderstedt.

## Publikationen
- Theoretische Grundlagen und Praxismodelle der kritischen Friedenserziehung (= Schriftenreihe der Friedenspolitischen Studiengesellschaft e.V., Heft 5). Friedenspolitische Studiengesellschaft e.V., Hamburg 1977. DNB 780567323
- Mobilmachung für das Überleben. Als Aufgabe von Friedensforschung, Friedenspädagogik, Friedensbewegung (= Schriftenreihe der Friedenspolitischen Studiengesellschaft Hamburg, Band 9). Waldkircher Verlagsgesellschaft, Waldkirch 1981, ISBN 978-3-87885-071-7 (zugleich: Dissertation, Universität Bielefeld).
- mit Henk Zorn (Autor), Erwin Peters (Übersetzer): Radsport. Training, Technik, Taktik. Rowohlt, Reinbek bei Hamburg 1984, ISBN 978-3-499-17618-0.
- Von ganz unten. Bens Weg zum Zehnkämpfer. Jugendroman. Laudatio-Verlag, Frankfurt am Main 2012, ISBN  978-3-941275-44-7.
- Der letzte Kilometer. Books on Demand, Norderstedt 2013, ISBN 978-3-7322-6389-9.
- Teamplayer. Autobiografie Pat Elzie. Books on Demand, Norderstedt 2016, ISBN 978-3-7431-0245-3.